# Створення Чехословаччини
Створення Чехословаччини в 1918 році стало кульмінацією тривалої боротьби чехів проти австрійських правителів, а словаків проти угорських правителів.

## Рання історія
Предки чехів та словаків були об’єднані в Імперію Само протягом приблизно 30 років у VII столітті. Предки словаків і моравців згодом були об’єднані у Великій Моравії між 833 і 907 роками. Чехи були частиною Великої Моравії лише близько семи років, перш ніж відірватися від неї у 895 році. У другій половині X століття чехи завоювали та контролювали західну Словаччину протягом приблизно 30 років. Це був останній раз, коли дві нації були об’єднані; угорці завоювали Словаччину до 11 століття, але чехи зберегли своє власне князівство (королівство з 1198 року) Богемії приблизно з 900 по 1919 рік.
І чехи, і словаки боролись проти потужних сусідніх народів. Контакти між чехами та словаками виникли наприкінці XIV століття, коли словаки почали навчатися у Празькому університеті; у XV столітті - з походами чеських гуситських армій на Словаччину; і в 17 столітті, коли чеські протестанти втекли до Словаччини. Між XV і XVIII століттями деякі освічені словаки користувались письмовою чеською, а також словацькою та латиною. Чехи та словаки  були офіційно об’єднані в 1436–1439, 1453–1457 і 1490–1918 роках, коли Угорщиною (до якої входила Словаччина), Богемією та іншими центральноєвропейськими державаи правили ті самі королі.

## Кінець 19 - початок 20 ст
Наприкінці дев'ятнадцятого століття ситуація в Чехії та Словаччині була різною через різні стадії розвитку їх володарів в Австро-Угорщині (австрійці в Богемії, угорці у Словаччині). Єдиною спільною рисою був статус Богемії як найбільш індустріальної частини Австрії та Словаччини, хоча і в різному ступені:
- У Богемії енергійна промислова революція перетворила селянську націю на диференційоване суспільство. Деякі чехи висували політичні вимоги, що включали відновлення автономного Чеського королівства. Чеські культурні та політичні досягнення енергійно протистояли богемським німцям, які боялись втратити своє привілейоване становище. Напередодні Першої світової війни чеський лідер Томаш Масарик розпочав пропагувати чехословацьку ідею, а саме возз'єднання чехів та словаків в один політичний устрій.
- З іншого боку, словаки не мали форуму для політичного висловлювання в Угорщині, і їх національне відродження було менш помітним. Словаччина не була індустріалізованою до кінця дев’ятнадцятого століття, тобто словаки залишались переважно сільським населенням, яким керувала невелика група інтелігенції. Після створення подвійної Австро-Угорської монархії в 1867 р. в Угорщині розпочалося національне відродження. Напередодні Першої світової війни словаки намагалися зберегти свою нещодавно знайдену національну ідентичність.

На початку 20 століття ідея "чехословацького" утворення стала відстоюватися деякими чеськими та словацькими лідерами. У 1890-ті роки активізувалися контакти між чеською та словацькою інтелігенцією. Чеський лідер Масарик був затятим прихильником чесько-словацької співпраці. Деякі його учні створили Чехословацький союз і в 1898 р. Видали журнал "Голос". У Словаччині молода словацька інтелігенція почала кидати виклик старій Словацькій національній партії. Під час війни виникла ідея незалежної Чехословаччини.

## Перша світова війна (1914–1918)
На початку Першої світової війни чехи та словаки виявляли мало ентузіазму в боротьбі за своїх ворогів, німецьких та угорських. Велика кількість чехів і словаків  Чехословацький легіон, організований Міланом Растіславом Штефаніком (словацьким астрономом і генералом французької армії). Масарик поїхав до Західної Європи і розпочав пропагувати ідею про те, що Австро-Угорську імперію слід розчленувати, а Чехословаччина має бути незалежною державою. У 1916 році Масарик разом з Едвардом Бенешем та Міланом Растиславом Штефаніком створив Чехословацьку національну раду. Тоді Масарик у Сполучених Штатах, Штефанік у Франції та Бенеш у Франції та Великої Британії працювали над здобуттям визнання союзників. Коли таємні переговори між союзниками та австрійським імператором Карлом I зазнали краху, союзники визнали Чехословацьку національну раду влітку 1918 року як вищий орган майбутнього чехословацького уряду. 
31 травня 1918 р. Представники Чехії та Словаччини (Масарик підписав це 30 травня) у США підписали Пітсбурзьку угоду, що підтверджує план єдиної чехо-словацької держави, в якій Словаччина матиме власні збори.   18 жовтня, перебуваючи в США, Масарик опублікував декларацію про незалежність Чехословаччини. Масарик наполягав на тому, щоб до складу нової чехословацької держави входило історичне Чеське королівство, що містило населене німцями прикордонне місто. Однак 21 жовтня німецькі депутати з Богемії приєдналися до інших німецьких та австрійських депутатів у парламенті Австрії, оголошуючи незалежну німецько-австрійську державу. Після зречення Карла I 11 листопада чеські війська взяли під контроль прикордонні землі.
Угорщина вийшла з імперії Габсбургів 1 листопада. Новий ліберально-демократичний уряд Угорщини за часів графа Міхалі Каралі намагався утримати Словаччину. З дозволу союзників чехи окупували Словаччину, а угорці були змушені відійти. Чехи та союзники домовились про річки Дунай та Іпель як межу між Угорщиною та Словаччиною 
 